# Бахмаро (мінеральна вода)
Бахмаро (груз. ბახმარო) — джерельна мінеральна вода, яку видобувають у екологічно чистих високогірних місцевостях Грузії.
Вирізняється низькою мінералізацією (0,1 г/л) та оптимальним для людини рівнем кислотності (pH = 6,6). Підходить для вживання для людей будь-якого віку та використовується у дитячому харчуванні.
На сьогодні вода «Бахмаро» розливається у селі Набеглаві (район Чохатаурі) на грузинсько-швейцарському спільному підприємстві Healthy Water Inc.